# 长羽复叶耳蕨
长羽复叶耳蕨（学名：Arachniodes longipinna）为鳞毛蕨科复叶耳蕨属下的一个种。